# 기장읍
기장읍(機張邑)은 부산광역시 기장군의 읍이다. 기장군의 군청 소재지이다.

## 유래
기장의 옛 이름은 갑화양곡이고 별호는 차성이다. 기장은 큰 벌이라 불렀고, 큰마을(大邑城)의 뜻이다.

## 역사
- 1914년 4월 1일 기장군 읍내면(邑內面)과 남면(南面) 등을 동래군 기장면(機張面)으로 합면하였다.[1] (15법정리)

| 구 행정구역        | 신 행정구역        | 신 행정구역                                                    |
| ------------------ | ------------------ | -------------------------------------------------------------- |
| 기장군 읍내면 일원 | 동래군 기장면 일원 | 동부리, 서부리, 대라리, 죽성리, 신천리, 청강리, 연화리, 대변리 |
| 기장군 동면 일부   | 동래군 기장면 일원 | 교리, 만화리                                                   |
| 기장군 남면 일원   | 동래군 기장면 일원 | 내리, 석산리, 당사리, 시랑리, 송정리                           |
- 1938년 2월 20일 면사무소를 동부리로부터 대라리로 이전하였다.[2]
- 1963년 1월 1일 송정리를 부산직할시 동래구 해운대출장소로 이관하였다.[3] (14법정리)
- 1973년 7월 1일 동래군이 폐지되어 양산군에 편입되었다.[4]
- 1980년 12월 1일 기장면이 기장읍으로 승격하였다.[5]
- 1986년 11월 1일 옛 기장군 지역을 관할하는 양산군 동부출장소가 설치되었다.[6]
- 1995년 3월 1일 경상남도 양산군 동부출장소를 기장군으로 분군하고, 부산광역시에 편입되었다.[7]

## 행정 구역
| 법정리 | 한자명 | 행정리                                                          | 비고                  | 지도 |
| ------ | ------ | --------------------------------------------------------------- | --------------------- | ---- |
| 동부리 | 東部里 | 동부1, 동부2, 동부3, 동부4                                      |                       |      |
| 교리   | 校里   | 교리1, 교리2, 교리3, 교리4, 교리5                               |                       |      |
| 신천리 | 新川里 | 신천                                                            | 군청 소재지           |      |
| 죽성리 | 竹城里 | 월전(月田), 두호(豆湖), 원죽(元竹)1, 원죽2                      |                       |      |
| 서부리 | 西部里 | 서부1, 서부2, 서부3                                             |                       |      |
| 대라리 | 大羅里 | 원마(元麻)1, 원마2, 사라1, 사라2, 사라3                         | 읍행정복지센터 소재지 |      |
| 청강리 | 淸江里 | 덕발(德發)1, 덕발2, 덕발3, 덕발4, 무곡(武谷)                    |                       |      |
| 대변리 | 大邊里 | 대변, 무양(武陽)                                                |                       |      |
| 연화리 | 蓮花里 | 서암(西巖), 신암(新岩)                                          |                       |      |
| 만화리 | 萬化里 | 동서(東西), 두화(斗禾)                                          |                       |      |
| 석산리 | 石山里 | 석산                                                            |                       |      |
| 당사리 | 堂社里 | 당사                                                            |                       |      |
| 시랑리 | 侍郞里 | 공수(公須), 동암(東岩), 양경(暘璟)                              |                       |      |
| 내리   | 內里   | 내동(內洞), 오신(梧新), 내리휴먼시아, 소정(蘇亭)1, 소정2, 소정3 |                       |      |

## 주요 시설
- 기장우체국
- KT 기장지점
- 기장군보건소
- 부산환경공단 기장사업소
- 기장군청
- 부산기장해양정수센터
- 국립수산과학원
- 국립부산과학관
- 부산어린이과학관
- 해양수산부 동해어업관리단
- 기장수산물체험홍보센터
- 기장군보훈회관
- 기장 다행복한 종합사회복지관

## 체육
- 기장생활체육센터

## 교통
- 오시리아역
- 기장역

## 유통
- 기장시장
- 탑마트 기장서부점
- 롯데백화점 동부산점
- 롯데마트 동부산점
- 메가마트 기장점
- 롯데프리미엄아울렛 동부산점
- 이케아 동부산점
- 롯데몰 동부산점

## 오락
- 아난티 앳 부산 코브
- 빌라쥬 드 아난티
- 롯데월드 부산 어드벤처
- 해운대 비치 앤 골프리조트

## 아파트
| 단지명                     | 건설사         | 시행사         | 주소                   | 입주        |                                      |
| -------------------------- | -------------- | -------------- | ---------------------- | ----------- | ------------------------------------ |
| 기장 이진캐스빌 1단지      | 이진종합건설㈜ | 이진종합건설㈜ | 차성서로 51 (대라리)   | 2003년 5월  |                                      |
| 기장 이진캐스빌 골드 2단지 | 이진종합건설㈜ | 이진종합건설㈜ | 대청로 7 (대라리)      | 2004년 11월 |                                      |
| 기장 우신네오빌            | ㈜우신종합건설 | ㈜우신종합건설 |                        |             |                                      |
| 기장 서부주공              | 화성산업       | 대한주택공사   | 차성서로 123 (서부리)  | 2001년 5월  |                                      |
| 기장 교리주공              | ㈜영남건설     | 대한주택공사   | 차성로397번길 7 (교리) | 2003년 12월 | 국민임대                             |
| 내리휴먼시아 1단지         | ㈜송촌종합건설 | 대한주택공사   | 소정안길 68 (내리)     | 2008년 10월 | 국민임대                             |
| 동부산 동원로얄듀크        | 동원개발       | 대한주택공사   | 기장대로 67 (내리)     | 2009년 11월 | '내리휴먼시아 2단지'에서 단지명 변경 |

## 교육 기관
- 기장초등학교 병설유치원
- 교리초등학교
- 기장초등학교
- 대청초등학교
- 죽성초등학교
- 용암초등학교
- 내리초등학교
- 기장중학교
- 대청중학교
- 기장고등학교
- 시온식품과학고등학교
- 부산국제외국인학교

## 명소
- 기장읍성
- 해동용궁사